# Refugi del Tubkal

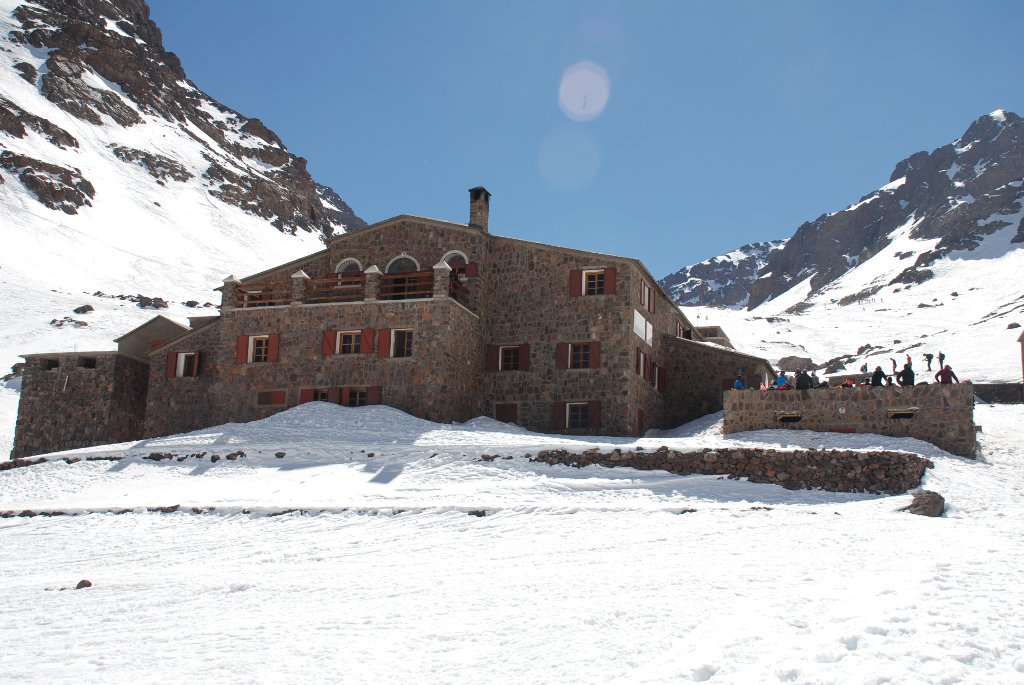
El refugi a l'hivern

El refugi de Toubkal, antigament anomenat refugi Issougan n'ouagouns i refuge Neltner en homenatge al geòleg i alpinista francès Louis Nelter (1903-1985), és un refugi de muntanya situat a 3.207 msm d'altitud, al municipi d'Asni, prop del Toubkal, el punt culminant de l'Atles, del Marroc i de l'Àfrica del Nord.
Gestionat pel Club alpí francès (CAF) de Casablanca, és el més antic dels dos refugis a sota del mont de 4.167 msm d'altitud, sobre el seu vessant nord. La construcció de l'edifici inicial pel CAF remunta a 1938 i, l'any 1999, es van fer unes reformes.
La seua capacitat d'allotjament, als cinc dormitoris, és de 89 persones. És guardat tot l'any.